# Siphona maculipennis
Siphona maculipennis är en tvåvingeart som beskrevs av Johann Wilhelm Meigen 1830. Siphona maculipennis ingår i släktet Siphona och familjen parasitflugor.
Artens utbredningsområde är Portugal. Inga underarter finns listade i Catalogue of Life.